# بوب جونز (سياسي نيوزلندي)
بوب جونز (بالإنجليزية: Bob Jones)‏ هو سياسي نيوزلندي، ولد في 24 نوفمبر 1939 في لور هوت في نيوزيلندا.